# 幸地インターチェンジ
幸地インターチェンジ（こうちインターチェンジ）は、沖縄県中頭郡西原町で事業中の沖縄自動車道のインターチェンジ（地域活性化インターチェンジ）である。名称は仮称である。
ここでは、併設される幸地バスストップについても述べる。

## 概要
本線直結型で、トランペット型のインターチェンジとなる見通し。当初はスマートICとして整備される計画だったが、地域活性化インターチェンジ制度を利用して通常のインターチェンジとして整備されることとなった。

## 歴史
- 2014年（平成26年）8月8日 : 国土交通省から連結許可[4]。
- 2026年（令和8年）度 : 供用開始予定[5]。

## 幸地バスストップ
幸地バスストップは、幸地インターチェンジに併設されるバス停留所である。
インターチェンジは建設中だが、幸地バスストップは以前から存在しており使用されている。

### 停車する路線
路線の詳細は沖縄本島のバス路線を参照
- 琉球バス交通、沖縄バス、那覇バス、東陽バス（共同運行、東陽バスは111番のみ）
  - 111・117番高速バス（下り）名護BT向け・（上り）那覇BT、那覇空港向け
- 琉球バス交通（単独運行）
  - 113番・具志川空港線（下り）具志川BT向け・（上り）那覇BT、那覇空港向け
  - 123番・石川空港線（下り）東山駐車場向け・（上り）那覇BT、那覇空港向け
  - 152番・イオンモール沖縄ライカム高速線（下り）イオンモール沖縄ライカム向け・（下り）那覇BT、那覇空港向け
- 沖縄バス（単独運行）
  - 127番・屋慶名高速線（下り）屋慶名BT向け・（上り）那覇BT向け

前後のバス停（各路線共通）
- 那覇インター前バス停（沖縄県道82号那覇糸満線上） - 幸地BS - 琉大入口BS

## 周辺
- 沖縄都市モノレール線（ゆいレール） てだこ浦西駅

## 接続する道路
- 沖縄県道254号幸地インター線

## 隣
E58 沖縄自動車道
(1)那覇IC -  (1-1)西原JCT  - 幸地IC/BS (ICは事業中) - (2)西原IC